# Reila
「reila」（レイラ）は、ガゼットの楽曲。流鬼が作詞、大日本異端芸者の皆様が作曲を手掛けた。ガゼットの7枚目のシングルとして2005年3月9日にPS COMPANYから発売された。

## 概要
ボーナストラック「赫い鼓動」が入ったreila「Lesson.G」、ボーナストラック「疼く痣と歪む裏」が入ったreila「Lesson.O」、CD-EXTRA仕様でreilaのPVメイキング映像を収録したreila「Lesson.D」の3種類が発売された。インディーズ時代のラストシングル。

## 収録曲

### Lesson.G
| 全作詞: 流鬼、全作曲: 大日本異端芸者の皆様。 |                      |      |                      |
| #                                            | タイトル             | 作詞 | 作曲・編曲           |
| 1.                                           | 「reila」(RUKI原曲)  | 流鬼 | 大日本異端芸者の皆様 |
| 2.                                           | 「春雪の頃」(麗原曲) | 流鬼 | 大日本異端芸者の皆様 |
| 3.                                           | 「赫い鼓動」(麗原曲) | 流鬼 | 大日本異端芸者の皆様 |

### Lesson.O
| 全作詞: 流鬼、全作曲: 大日本異端芸者の皆様。 |                              |      |                      |
| #                                            | タイトル                     | 作詞 | 作曲・編曲           |
| 1.                                           | 「reila」(RUKI原曲)          | 流鬼 | 大日本異端芸者の皆様 |
| 2.                                           | 「春雪の頃」(麗原曲)         | 流鬼 | 大日本異端芸者の皆様 |
| 3.                                           | 「疼く痣と歪む裏」(RUKI原曲) | 流鬼 | 大日本異端芸者の皆様 |

### Lesson.D
| 全作詞: 流鬼、全作曲: 大日本異端芸者の皆様。 |                      |      |                      |
| #                                            | タイトル             | 作詞 | 作曲・編曲           |
| 1.                                           | 「reila」(RUKI原曲)  | 流鬼 | 大日本異端芸者の皆様 |
| 2.                                           | 「春雪の頃」(麗原曲) | 流鬼 | 大日本異端芸者の皆様 |